# Búza

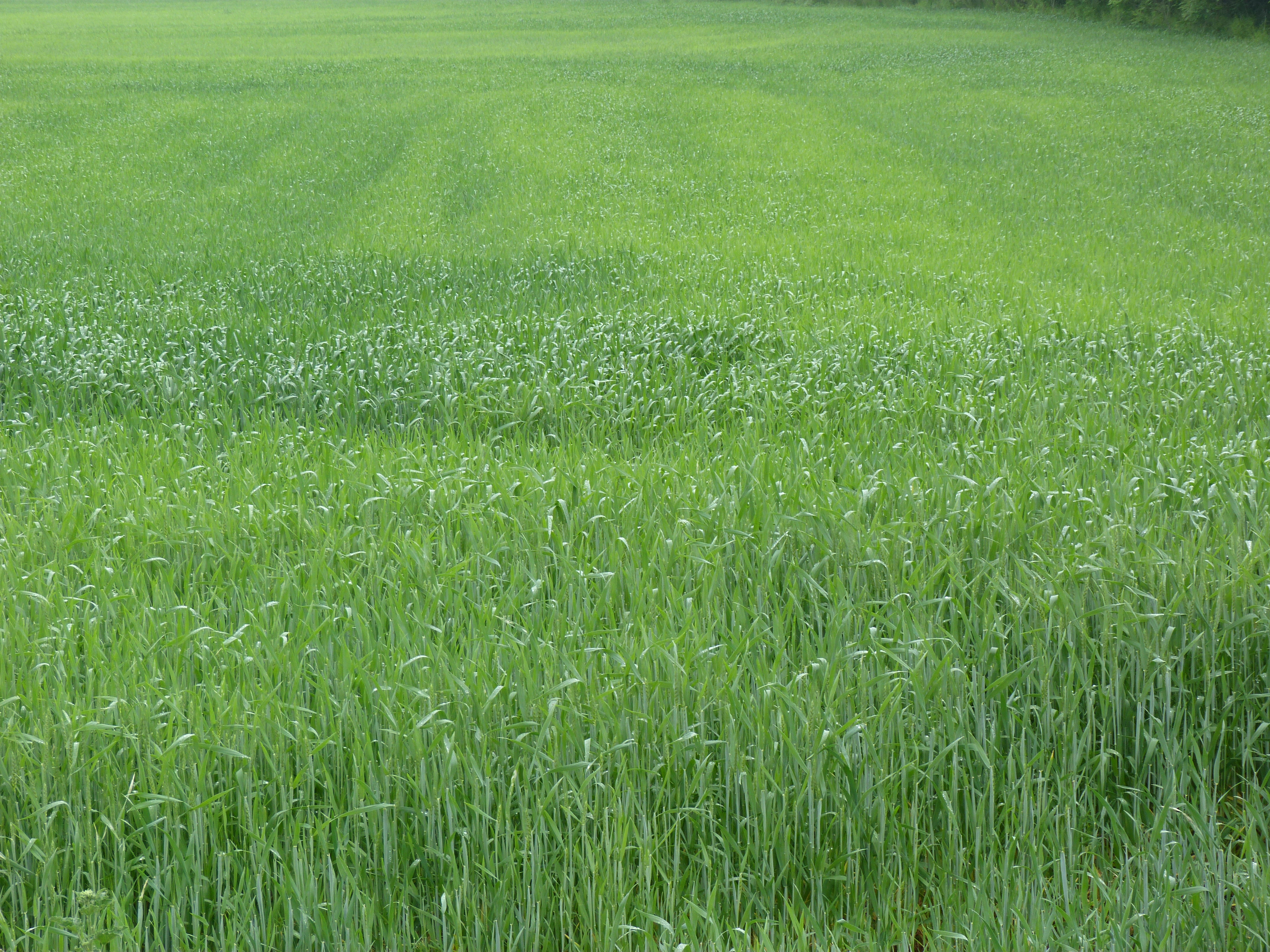
Búzaföld Vásárosnaményban

A búza (Triticum) a perjefélék (Poaceae) családjába tartozó növénynemzetség, mely a búzafajok és fajták változatos éghajlati igénye és jó alkalmazkodóképessége miatt széles körben elterjedt.
A Föld egyik legnagyobb területen előforduló gabonája, a sivatagok és a sarkvidékek kivételével szinte mindenütt termesztik. A népélelmezésben elfoglalt szerepével kiemelkedik a többiek közül. Kenyérgabona szerepén túl sokrétű felhasználás jellemzi, hiszen gazdag abraktakarmány, szalmája értékes alomanyag, és különböző részei ipari alapanyagként is felhasználhatók..

## Története
A nemzetség egyedei a legrégibb termesztett növények közé tartoznak. A termesztés első ismert előfordulási helye a civilizáció bölcsőjének tekinthető termékeny félhold területére esik. A régészeti kutatások Egyiptom legrégibb emlékei között említik a búzát. A genetikai kapcsolat a természetes vad alakor (Triticum boeoticum) és a domesztikálódott alakor (Triticum monococcum, egyszemű búza) és a tönkebúza (Triticum dicoccum) egyedei között azt mutatja, hogy i. e. 6000-5000-ben a mai Törökország területén lévő Diyarbakır város környékéről terjedhetett el. A hagyományosan legnagyobb búzatermelő Kínában az i. e. 2700-ban már termesztették és az ókori világ szinte, minden vidékéről találhatunk említést termeléséről vagy használatáról.

### Kapcsolata a magyarokkal
A nomád életmódot folytató magyarság honfoglalását követően a Halimba és Kovácsi területén feltárt sírok régészeti leletei alapján, bizonyítottan használták a honfoglalók a búzát. Az Árpád-kori Endrőd, Nagyfarkasdomb, Ártánd temetők feltárása alapján további számos búza lelet került elő. Az akkori fajták a kétsoros tönke búza (Triticum dicoccon), majd a közönséges búza (vagy kenyérbúza, Triticum aestivum) volt, de ismerték ennek alfajait a csupasz vetési búzát (Triticum aestivum subsp. vulgare), illetve a csupasz törpebúzát (Triticum aestivum subsp. compactum) és a tönkölyt vagy tönkölybúzát (Triticum aestivum subsp. spelta).
Magyarországon az évszázados múltra visszatekintő magyar búzafajtákat, köztük a legnevesebbet, a „tiszavidéki”-t, az 1863. évi szörnyű aszály elpusztította és helyére lengyelországi búzafajták kerültek. 
A katasztrófának is köszönhetően az 1870-es években elkezdődött a mai napig tartó nagyobb hozamú magyar fajták sikeres nemesítése.

## Genetika

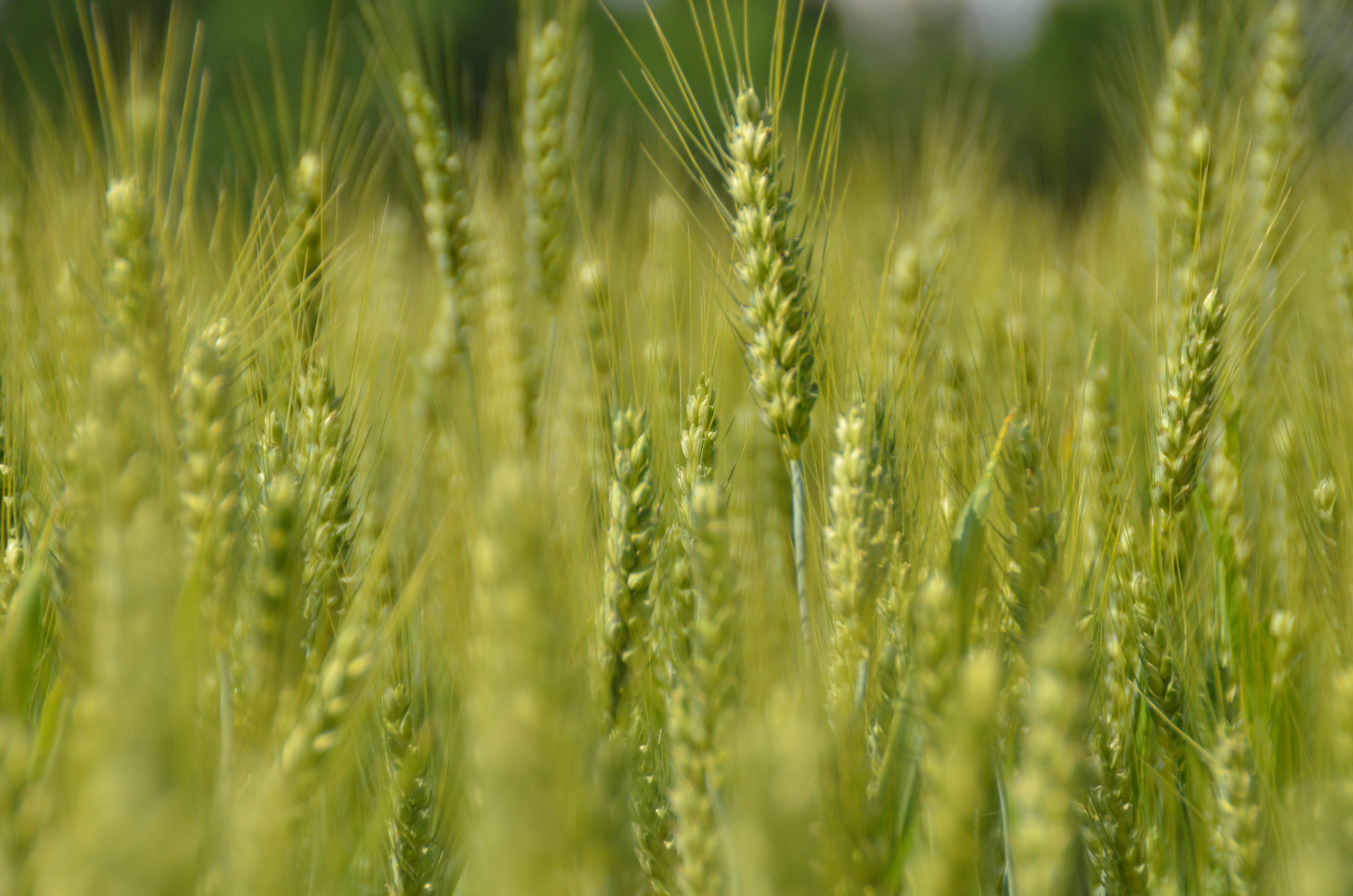
Rábapatyi búzamező

| Kromoszómakészlet | Fajta                        | Genom  | Kromoszóma szám | Kromoszóma állomány | Megjegyzés |
| ----------------- | ---------------------------- | ------ | --------------- | ------------------- | ---------- |
| diploid           | Alakor                       | AA     | 2n=14           | n=7                 |            |
| tetraploid        | Tönke, durumbúza             | AABB   | 2n=28           | n=14                |            |
| hexaploid         | Tönkölybúza, közönséges búza | AABBDD | 2n=42           | n=21                |            |

## Meghatározás
A közönséges búza őszi, vagy tavaszi változatát sokfelé termesztik. Fejlődésének kedvez az enyhe ősz, a téli hótakaró és a tavaszi csapadék. Bojtos mellékgyökérzete a talajt dúsan behálózza. Kalásza szélesen lapított 3-4 virágú, amelyek a kalász tengelyének kimetszéseibe magánosan lapított oldalukkal támaszkodnak. A virágok közül egyik-másik meddő szokott maradni, és a füzérkékből rendesen 2-3, ritkán csak egy mag lesz. A búzának sok fajtája van, de hogy pontosan mennyi, arra nehéz választ adni a folyamatos nemesítéseknek köszönhetően. A botanikusok véleménye nagyon eltérő, ezért a számuk 12 000-re is becsülhető.

## Megjelenése/Morfológiai jellemzői

### Gyökérrendszere
A búza bojtos gyökérrendszerét az elsődleges és a másodlagos vagy járulékos gyökerek képezik. A csírázás során a csíra gyököcskéjéből alakul ki a búza alapgyökere (főgyökere), majd a szikközépi szárból az elsődleges hajtáseredetű gyökerek (mellékgyökerek) fejlődnek ki. A búza elsődleges gyökérzete tehát az alapgyökérből és mellékgyökérből tevődik össze, amely az őszi búzán még ősszel kifejlődik. A másodlagos hajtás eredetű gyökerek a bokrosodást követően általában tavasszal fejlődnek ki, és minden oldalhajtásnak önálló járulékos gyökérrendszere alakul ki.
A kifejlődött búzanövény gyökereink teljes hosszúsága 1–2 m, a gyökérszőröké pedig mintegy 10 km-re becsülhető.

### Hajtásrendszere
A búza hajtásrendszere a csíra rügykezdeményéből fejlődik. Ebből alakul ki a főhajtás, először, mint rügyhüvellyel fedett csírahajtás, majd mint főhajtáskezdemény (áltengely), amelyet levélhüvelyek alkotnak. A bokrosodáskor megjelennek az oldalhajtások. A főhajtás ezeknél mindig fejlettebb. A bokrosodás után megkezdődik a szár erőteljes növekedése – Feekes-skála 6. fázisa.
A búzafajták szárának elhelyezkedése eltérő lehet a bokrosodási időszakban. Egyes fajták hajtásai mereven felállnak (erectum típus), mások viszont elfekszenek (prostratum típus). A két szélsőséges típus közötti hajtáselhelyezkedést interjektumnak nevezzük.
A búzának szalmaszára van. A szárat az erősen kifejlett szárcsomók (nodusz) szártagokra (internódium) osztják. A csomók állománya mindig tömött, míg a szártagok az aestivumfajoknál üregesek, a durumfajoknál pedig – különösen a felső szártagok – tömöttek. A szártagok növekedése a bokrosodási csomók feletti első szártaggal kezdődik, amely 3–4 cm hosszúságot is elér. Ennek növekedése után következik be a második szártag intenzív növekedése, amely mérsékelten már korábban is növekszik. A következő szártagoknál is hasonló ütemű a növekedés. Amikor egy-egy szártag hosszirányú növekedése lelassul, akkor indul meg a felette lévő szártag erőteljes növekedése. A szártagok száma rendszerint 5-7 között változó, az alapi szártagok rövidek, míg a leghosszabb a kalászt viselő szártag. A mellékhajtásokon kevesebb a szártagok száma.
A búza levélzetében a levelek sorrendje alapján a következő levélképleteket különböztetjük meg:
- rügyhüvely (coteoptyl)
- lomblevelek (fólia)
- mellékhajtások előlevelei (prophyllum)
- virágzati fellevelek (pelyvák és toklászok, glumae és paleae)

A csírázás megindulását követően a 'rügyhüvely' hatol át a talajrétegen, majd felnyílik, és az első 'lomblevél' a nyíláson át a szabadba lép. A lomblevelek alaktani bélyegei elhelyezkedésüktől függetlenül azonosak. A búza lombleveleinek részei a következők: levélhüvely, levéllemez, nyelvecske, fülecske. A búza levélhüvelyének két széle nem nő össze, eltérő mértékben borítja az internódiumokat. Az alsó internodiumokat borító levélhüvelyeknek jelentős szerepük van a szalmaszár szilárdításában. A levélhüvelyek a csomókból indulnak ki és a levéllemezben folytatódnak. A levéllemez nagysága és alakja fontos fajtabélyeg. A levéllemez nagyságán kívül jellemző a szárhoz viszonyított elhelyezkedése (szöge), mert nagymértékben meghatározza a napfény hasznosulását.
A levélhüvely és a levéllemez találkozásánál van a nyelvecske (lingula), amely hozzásimul a szárhoz és megakadályozza, hogy a levélhüvelybe víz hatolhasson be. A levéllemez válla két lekerekített fülecskében (auricula) végzőik, mely fontos fajbélyeg. A fülecske az árpán és a búzán jól kifejlett és átfogja a szárat. Az árpa fülecskéi nagyok és csupaszok, a búzáé szőrözöttek. A rozson igen kicsinyek, a zabon pedig hiányoznak.
Minden 'mellékhajtásnak' egy 'előlevele' van, amely felépítésében és feladatában hasonlít a rügyhüvelyhez. Védelme alatt alakul ki a mellékhajtás kezdeménye.
A búza virágai összetett virágzatot, kalászt (füzéres füzér) alkotnak. A búza virága kétivarú. A magház csúcsi részén kétágú, tollas bibe található. virágonként 3-3 porzó van. A virágtakaró nem a védelemben játszik szerepet, hanem lepelpikkellyé (lodicula) módosult és virágzásbiológiai szerepet tölt be. Virágzáskor megduzzad és szétnyitja a toklászokat. A virágot két toklász borítja, a fejlettebb a külső toklász (palea inferior) és a belső toklász (palea superior). A kalászkát kétoldalt kalászkapelyva (gluma) borítja. Ha a külső toklászon szálka (arista) van, akkor szálkás- (aristatum), ha nem visel szálkát, akkor tar- (muticum) búzáról beszélünk.
A kalászvirágzat főtengelye a kalászorsó, amelyen a kalászkák kétoldalt lépcsőzetesen helyezkednek el. A kalászorsónak azt a részét, amelyhez a kalászorsó ízesül, padkának, a két padka közötti részt orsótagnak nevezzük. A kalászorsó hosszúsága és a padkák száma fontos fajtabélyeg. E kettő arány fejezi ki a kalász tömöttségét. A kalásztömöttséget a Neergard-viszonyszámmal fejezik ki, amely arra utal, hogy a kalászorsó (100 mm) hosszúságán mennyi a kalászkák száma. A kalásztömöttséggel összefügg a fajlagos szemtömeg is. Ennek értékét termésbecsléskor használják. A kalászorsó egységnyi hosszúságára eső szemtömegben lényeges a fajok és a fajták közötti különbség.

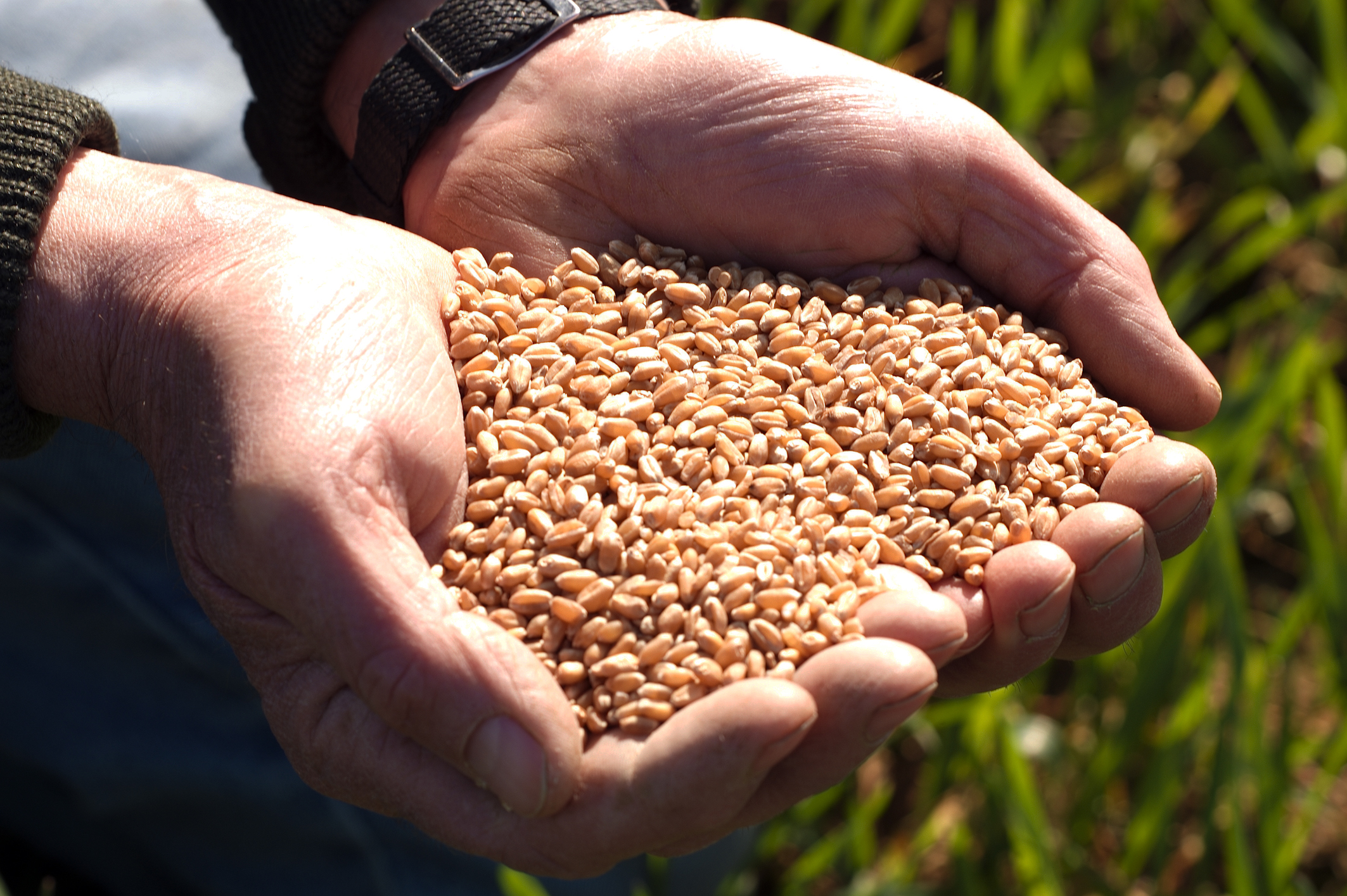
A szemtermés mérete a fajtára, az évjáratra és a termőhelyre jellemző.

A búzának szemtermése van, tehát a mag és a terméshéj szorosan összenőtt. A szemtermés mérete a fajtára, az évjáratra és a termőhelyre jellemző. A szemtermések 'hát-' és 'hasoldalát', 'csúcsi' és 'alapi' részét különböztetjük meg. A csúcsi részen epidermisszőrök, az alapi részen pedig csírapajzs található. Malomipari szempontból nagyon lényeges a hasi oldalon található hasi barázda mélysége és alakja, mert ez nagymértékben meghatározza a kinyerhető liszt mennyiségét. A hasi barázda alakulása fajtánként lényegesen eltérő.
A szemtermés egyes részeinek aránya, nitrogén illetve fehérjetartalma lényegesen eltér. A legalacsonyabb fehérjetartalma a termés- és maghéjnak (pericarpium és testa) van. Viszonylag magas az aleuron réteg fehérjetartalma, a legmagasabb viszont az embrióé és a pajzsocskáé. Az embrió és a pajzsocska részaránya azonban alacsony, ezért a szem összes fehérjetartalmára csak kis befolyással van. Az endospermium tömegének aránya nagy (82,5%) viszont fehérjetartalma alacsony. A külső rész fehérjetartalma magasabb, mint a belső illetve középső részé.

## A Triticum aestivum morfológiai csoportosítása
A fajtaleírásoknál használt Körnicke-féle rendszer a fajon belül megkülönböztet tar búzát (ssp. muticum) és szálkás búzát (ssp. aristatum). A morfológiai bélyegek alapján történő besorolás nem jelent kapcsolatot semmilyen termesztési értékkel, beltartalmi stb. tulajdonsággal.
Fajtabélyegei alapján a termesztett fajtákat a következő változatokba soroljuk:
- I. Szálkás búzák (a toklász hosszú, világos szálkát visel, a pelyva egyszínű, kopasz)

'A/ A kalász tömött'
1. A pelyva és a szem barna = var. ferrugineum
2. A pelyva barna, a szem sárga = var. eritroleucon
3. A pelyva sárga, a szem piros-barna = var. eritrospermum
'B/ A kalász igen tömött'
4. A pelyva sárga, a szem barna = var. eritrospermum compactoides
- II. Tar búzák (a toklász tar, szálka nélküli)

'C/ A kalász igen tömött.'
5. A pelyva és a szem barna = var. pirotrix
6. A pelyva barna, a szem sárga = var. delfi
7. A pelyva sárga, a szem barna = var. villorum
8. A pelyva és a szem sárga = var. leucospermum
'D/ A pelyva kopasz, egyszínű.'
9. A pelyva és a szem barna = var. milturum
10. A pelyva barna, a szem sárga = var. alborumbron
11. A pelyva sárga, a szem barna = var.lutescens
A Triticum aestivum faj rendkívül formagazdag. Az európai búzatermesztésben mintegy 4000 fajtát ismerünk, és tartanak nyilván a fajtagyűjteményekben.

## A Triticum aestivum ökológiai csoportosítása
A morfológiai csoportosításon kívül az üzemi termesztés számára használhatóbbak az ökológiai sajátosságokat figyelembe vevő rendszerek. A fajták négy ökotípusba sorolhatók:
- humid éghajlat búzái
- sztyeppe típusú búzák
- sivatagi és félsivatagi búzák
- magas hegyvidék párás éghajlatú búzái

### A humid éghajlat búzái
Csapadékosabb, hűvösebb éghajlatot igényelnek. Kevésbé télállóak, növekedésük, bokrosodásuk erőteljes, széles levélzetűek és hosszú kalászúak. Bőtermők, a szemek nagyok és lisztesek.

### Sztyeppe típusú búzák
Európa és Ázsia sztyeppeövezeteiben voltak honosak. A tél hosszának és hőmérsékletének megfelelően őszi és tavaszi változatait termesztették, illetve az intenzitásnak megfelelően termesztik. Xerofita típusúak. A szár vékony, levélzete keskeny, gyér. Az ide tartozó őszi fajták kedvező csapadékellátottság mellett ősszel viszonylag jól bokrosodnak, megerősödnek. Levélzetük keskeny, tömegük kicsi és a talajhoz borulók. Az asszimilációs hőküszöbük alacsony, hó alatt is jól kikelnek, s tavasszal gyorsan fejlődnek, megerősödni képesek és gyorsan érnek. A nálunk "őshonos" proles hungarica búza is sztyeppe típusú. Tápanyag-hasznosító képességük alacsonyabb és a nagyobb trágyaadag, illetve kedvező éghajlat hatására könnyen megdőlnek. Hazánkban évszázadokon keresztül a jobb adottságú talajokon és évjáratokban megdőlésük okozott nagy gondot. A megdőlés megakadályozására több agrotechnikai eljárással próbálkoztak.
Sztyeppe típusú búzák terjedtek el a volt Szovjetunió sztyeppeövezeteiben, Amerika északi részein Kanadában, továbbá Szibériában és a Volga vidékén.
Az ökotípuson belül 5 alcsoportot alakítottak ki, amelyek földrajzi elkülönülést jelentenek, de ökológiai igényben is jelentkezik különbség.
I. A nyugat-európai őszi búzák erőteljes fejlődésűek, jó a bokrosodóképességük, széles levelet és vastag szárat, nagy kalászt fejlesztenek, termőképességük magas. Ezerszemtömegük nagy, a szem endospermiuma lisztes, sütőipari minőségük gyenge. Melegigényük mérsékelt, bőséges csapadékot és páratartalmat, valamint hosszú nappali megvilágítást igényelnek. Főleg Németország nyugati részén, Svédországban, Dániában, Belgiumban és Angliában termesztik az ezen csoporthoz tartozó fajtákat.
II. Fejlődésükhöz az előző csoportnál nagyobb meleget igényelnek a mediterrán őszi búzák, hidegtűrő képességük gyengébb. Francia, algériai és balkáni fajok tartoznak ebbe a csoportba.
III. A közép-európai őszi búzák kevésbé igényesek, szárazságtűrők és a télállóságuk is jó. Ide sorolhatók a Németország keleti részén, Lengyelországban, a balti államokban, az Északnyugat-Ukrajna és Oroszországban termesztett fajták.
IV. A kelet-ázsiai búzák rövid tenyészidejűek, melegigényesek, száruk alacsony, ezerszemtömegük kicsi. Japánban, Kelet-Kínában és Koreában termesztik az ezen csoportba tartozó fajtákat.
V. Az észak-, nyugat- és közép-európai tavaszi búzákat a korábban említett őszi csoportba tartozókkal együtt termesztik. Melegigényük csekély, vékony, alacsony szalmát növesztenek és kis ezerszemtömegű a termésük.

### A sivatagi és félsivatagi éghajlat búzái
Nagy a szárazságtűrő képességük, s ennek megfelelően morfológiai tulajdonságaik is sajátosak. Alacsony vagy közepes magasságúak, száruk merev, leveleik bőrneműek. A száron és a leveleken nagy a viaszbevonat. Kalászuk durva, s a szemek szilárdan ülnek a kalászon. Igen gyorsan fejlődnek és korán érnek. A viszonylag rövid időszakban lehulló csapadékot jól értékesítik. Az őszi és tavaszi búza közül főleg a tavaszi változatot termesztik.

### Magas hegyvidékek humid éghajlatú búzái
Nagy a vízigényük. A hűvösebb éghajlatot kedvelik. Levélzetük, vegetatív szerveik fejlettek. Gombás megbetegedésekkel szemben ellenállóak.

## A búza fejlődése
A búzanövény fejlődése az embrió kifejlődésétől a következő megtermékenyülésig tart. A fejlődés a növény genetikai kódja és a környezeti tényezők eredőjeként valósul meg. Ha a változásoknak nincsenek jellemző külső jelei, akkor a fejlődés szakaszairól (stádiumairól), ha külső látható változások is kísérik, fázisairól (fokozatairól) beszélünk. Megkülönböztetjük még a gabonáknál a fejlődés két nagy – vegetatív és generatív – periódusát.

### A fejlődés szakaszai (stádiumai)
A gabona fejlődése a vegetatív, illetve generatív szervek kialakítására két fő tényező, a hőmérséklet és a megvilágítási idő hossza van hatással. A hő- és a fényigény alapján különböztetjük meg az őszi és a tavaszi formákat attól függően, hogy a két szakaszon történő áthaladásra milyen hőmérsékletre, illetve milyen megvilágításra van szükségük. Az őszi és a tavaszi formákat lényegében az különbözteti meg, hogy a vetés évében termést hoznak-e vagy sem. A járó formák ősszel, illetve tavasszal vetve is termést hoznak.

#### Hőszakasz
Az őszi formák tavasszal vetve csak akkor mennek szárba és hoznak termést, ha csírázásuk kezdetén igényüknek megfelelő hőmérsékletre és időtartamra lehűtjük, mesterségesen átsegítjük az alacsonyabb hőigényű szakaszukon (jarovizáció, vernalizáció).

#### Fényszakasz
A fejlődés második szakasza, amelyre a fajták genotípusosan meghatározott fotoperiódusos igénye a jellemző. A hosszú nappalos fotoperiódus általában serkenti, a rövid nappalos gátolja az egyedfejlődés generatív periódusát. A tavaszi fajták kifejezetten hosszú nappalosak, az őszi fajtákat viszont a rövid, majd hosszúnappalosság jellemzi.
A magasabb javorizációs hőmérsékletű őszi búzák (déli típusok) kora őszi vetés esetén már a hidegebb őszön átesnek a javorizálódáson, fagyállóságuk csökken, és ezért télen az erősebb fagyok hatására teljesen kipusztulhatnak. Vonatkozik ez a járó jellegű búzákra is. A jellemzően őszi itípusok , ha nem javorizálódnak, nem képesek szárba szökni és termést hozni.

### A fejlődés periódusai
A búza egyedfejlődése két nagy periódusra osztható.

#### Vegetatív periódus
Ebben a periódusna a növény csak zöldtömegében gyarapszik. A növény csak zöldtömegében gyarapszik, de nem képződnek vegetatív szervek. A tenyészőcsúcs, bár növekszik, dudorok nem fejlődnek rajta, tehát sima marad.

#### Generatív periódus
A genetratív periódusba lépve a tenyészőcsúcs alsó részén először egymás fölött keletkező dudorok, majd gyűrűk figyelhetők meg. A tenyészőcsúcs megnyúlása után a hajtás-tenyészőkúpokon megjelenő kettős redő (gyűrű), már a virágzat differenciálódásának kezdetét, azaz a generatív periódusba lépést jelzi.
Míg a vegetatív periódus hosszát, különösen az őszi vetésű búzánál, a vetés időpontjával jelentősen befolyásolhatjuk, a generatív periódus hossza sokkal inkább meghatározott, kezdete a hő- és a fényviszonyoktól függ.
A generatív periódusban a növény az organogenezis (szervképződés) különböző állapotain (etapjain)megy keresztül. Az egyes etapokban uralkodó környezeti hatások meghatározzák a szervképződés menetét, és ezen keresztül a reprodukciós szervek fejlődését, annak számát és nagyságát. Mivel az organogenezis minden etapjában bizonyos szervek képződnek, amelyek száma és nagysága az adott etapban determinálódik, az akkor történő agrotechnikai beavatkozással módosítani lehet az egész növény fejlődését.A kalászdudorok képződése és differenciálódása idején a nitrogén-fejtrágyázás pl. növeli a kalászkaképződmények számát, és így befolyásolja a kalász hosszát, illetve a kalászkák számát.

### Az egyedfejlődés fázisai
A különböző morfológiai bélyegek megjelenésével jellemezhetők az egyedfejlődés fázisai. A fázisokat az eltérő morfológiai bélyegek alapján határozzák meg. A növénytermesztési gyakorlatban legtöbbször a könnyen elkülöníthető és ránézéssel is egyszerűen megállapítható fejlődési fázisokat szokták megkülönböztetni.
- csírázás – kelés (a rügyhüvelyek megjelenése)
- kelés -bokrosodás (az első mellékhajtások megjelenése)
- bokrosodás – szárbaindulás (az első szárcsomó kitapintható)
- szárbaszökés – kalászolás (a kalászok tömeges megjelenése)
- kalászolás – virágzás (az első portokok megjelenése)
- virágzás – szemek kifejlődése (teljes érés)
- a szemek kifejlődése – sárgulása (viaszérés)
- sárgulás – teljes érés (a szemek megkeményedése)

Kezdetben nagyobb általánosságban a Feekes-skálát használták. A fázisok összefüggésben vannak az egyes organogenetikus etapokkal is. A növény fejlődését a tenyészőkúp differenciálódása alapján a következők szerint csoportosíthatjuk:
- 1 – 4 vegetatív fejlődés
- 5 – 10 a generatív szervek differenciálódása
- 11 – 15 a generatív szervek képződése és redukciója
- 16 – 20 reproduktív fázis

#### Csírázás – kelés
A csírázás megindulásához a száraz búzaszemnek mintegy 50% vizet kell magába szívnia. Ha a szem megduzzadt, már 0 °C körül megindul a csíra növekedése és a tartalék tápanyagok átalakulása. 25 °C-nál magasabb hőmérsékleten azonban fokozatosan lelassul, illetve megszűnik. A csírázás erőteljes légzéssel jár, ezért oxigén híján vontatottá válhat, sőt levegőtlen talajban a mag tönkre is mehet. Optimális körülmények között a vetéstől a kelésig 10-15 nap telik el. Az időjárási viszonyoktól függően ez tovább is eltarthat. Túl késői vetéskor vagy a tél korai beállta esetén előfordulhat, hogy a vetés a hó alatt vagy csak tavasszal, kellő nedvesség, illetve hőmérséklet hatására tud kikelni.
A búza bojtos gyökérrendszert nevel. Ennek embrionális kezdeménye a gyököcske. Csírázáskor a gyököcske a gyökérhüvelyt (koleorriza) áttörve fejleszti ki alapgyökerét (főgyökér). A szikközépi szárból (mezokotil) alakul ki a két pár elsődleges hajtás eredetű gyökere (mellékgyökerek), ezek az alapgyökérhez képest a fejlődés kezdetén 90°-os, később 45°-os szöget alkotnak. Az alapgyökér – az elsődleges hajtás eredetű gyökérekkel együttesen – alkotja a búza elsődleges gyökérrendszerét, amely ősszel alakul ki. Az elsődleges gyökerek igen gyors növekedésűek, és jelentős mélységbe hatolnak, hogy a fagyhatár alatt működésük zavartalan legyen (2 m).

#### Bokrosodás
Bokrosodásról akkor beszélünk, amikor a főhajtás alsó szártagjából, a bokrosodási csomó alvórügyeiből oldalhajtások fejlődnek. A főhajtásból (elsőrendű hajtásból) képződő másodrendű, majd harmadrendű hajtások szorosan egymás mellett helyezkednek el, a főhajtás felemelkedik, s erre az időre a tenyészőkúp dudora annyira differenciálódik, hogy a kalászkezdemény kontúrja kialakul. Ebben az időszakban dől el, hogy kalászonként hány kalászka képződik (Fe 4 – Fe 5). Nagyon fontos, hogy ezekben a szakaszokban megfelelő mennyiségű tápanyag álljon a növények rendelkezésére. Különösen fontos a megfelelő nitrogénellátás, amelyet célszerű még kora tavasszal az Fe 2 – Fe 3 fejlettségben biztosítani, mikor a vegetatív szervek differenciálódása dominál.
A bokrosodás fázisa az első mellékhajtás megjelenésétől a szárbaindulásig tart, ez az évek többségében március második felétől kezdve április első feléig megy végbe. Hosszú és jó vízellátottságú őszön a búza már ősszel elkezd bokrosodni, de a teljes bokrosodás tavasszal megy végbe. A bokrosodási csomó elhelyezkedése és mélysége befolyásolhatja a búza tél- és fagyállóságát. A talajban sekélyen elhelyezkedő bokrosodási csomó érzékenyebb a fagyhatásra és a felfagyásra (4 cm-nél sekélyebben).
A bokrosodásnak több formáját különböztetjük meg. Általános bokrosodásnak nevezzük a fajtának azt a képességét, hogy adott ökológiai viszonyok között mennyi oldalhajtást képes nevelni – ennél a produktív és inproduktív oldalhajtásokat is figyelembe vesszük Produktív bokrosodásnak nevezzük a fajtának azt a tulajdonságát, hogy egy kikelt növény hány termést hozó hajtást (produktív oldalhajtást) képes nevelni.

#### Szárbaindulás
A búza szárbaindulása az első kitapintható szárcsomó (nodusz) megjelenésétől a kalászolás kezdetéig tart, és a kialakult vegetatív szervek magymértékű mennyiségi növekedése jellemzi. A tenyészőkúpon a kalászkák differenciálódása játszódik le, kialakulnak a virágok. Ebben az állapotban dől el a kalászkánkénti virágszám.
A gabonák szárának megdőlését elősegítő környezeti tényezők közé soroljuk a nitrogénbőséget, a sűrű és korai vetést, a kedvező enyhe és csapadékos időjárást, a csapó esőt és a vihart. Minél korábban dől meg a gabona annál nagyobb lesz a kár és kisebb a termés, nehezebb a betakarítás.

## Termesztése
A búza az egyik legfontosabb és legelterjedtebb növény a világon. 2021-ben a búzát több mint 120 országban termesztették, és az éves termés mennyisége meghaladta a 700 millió tonnát.
A világ legnagyobb búza termelői közé tartozik Kína, India, Oroszország, az Egyesült Államok és Franciaország. Ezek az országok a 2021-es termelésük alapján az első öt helyen álltak. 2021-ben ez az első öt ország az éves termés több mint felét (52%) adták a világ búza termelésének.
A búzát számos célra termesztik, például kenyér, tészta, sütemények és sör előállítására is alkalmas. Emellett a búza takarmányként is használható az állattartásban.
A búza termesztése számos kihívással is jár. Az éghajlatváltozás hatására egyre nehezebb a búza termesztése bizonyos területeken. Emellett a búza termesztése környezeti problémákat is okozhat, például a talaj kimerülését és az eróziót. Az intenzív búzatermesztés általában nagy mennyiségű vegyszert és vízet igényel, ami negatív hatással lehet a környezetre.
A fenntartható búzatermesztésre való áttérés lehetőséget nyújt arra, hogy csökkentsük a környezeti hatásokat, és javítsuk a társadalmi és gazdasági feltételeket a búzatermesztő régiókban. Például a növényi alapú mezőgazdasági gyakorlatok, például a vetésforgó, az organikus trágya használata és a talajmegőrző technikák, lehetővé tehetik a búza termesztését a hosszú távú fenntarthatóság érdekében.

## Búza képgaléria

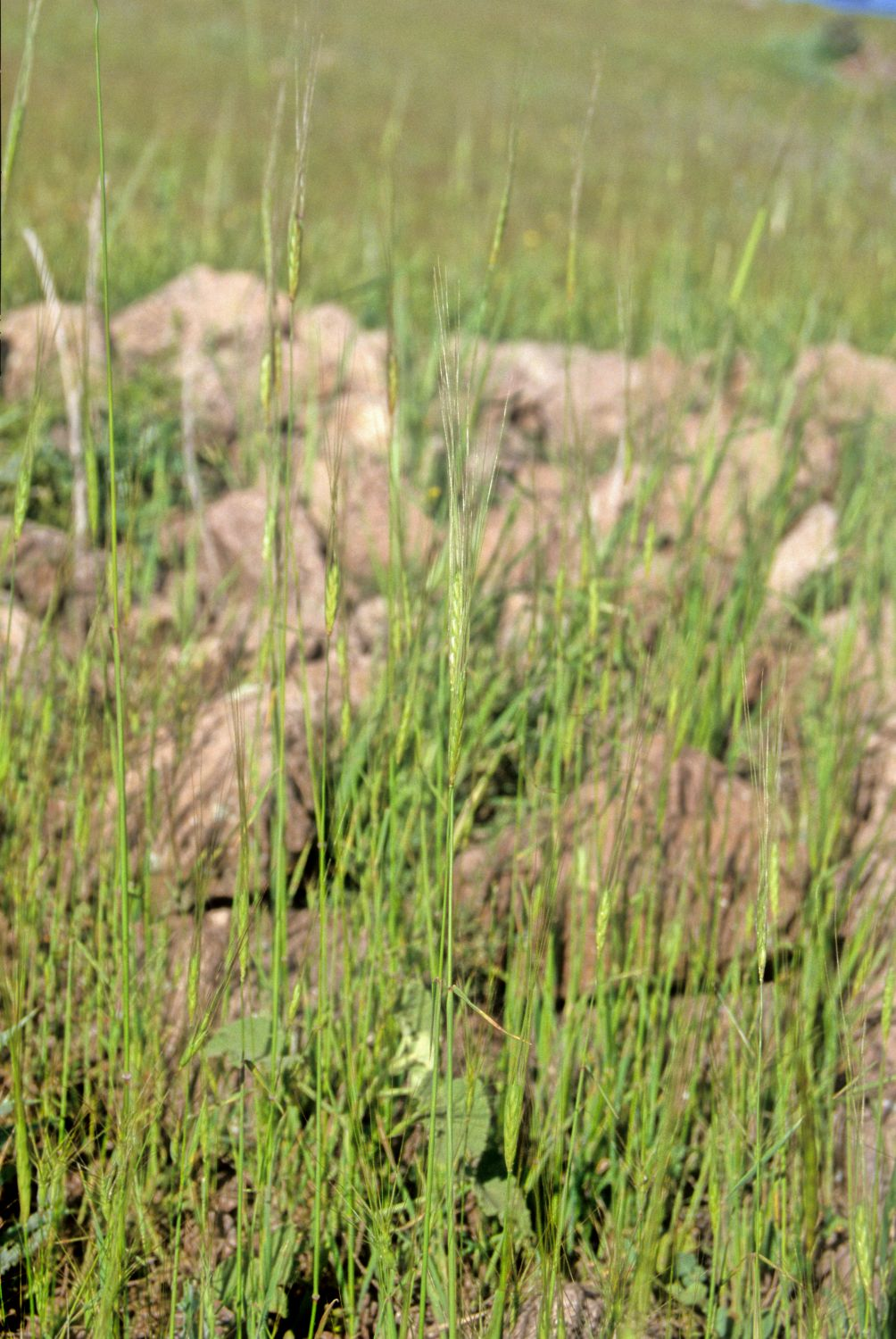
Vad alakor (Törökország, Karadag)
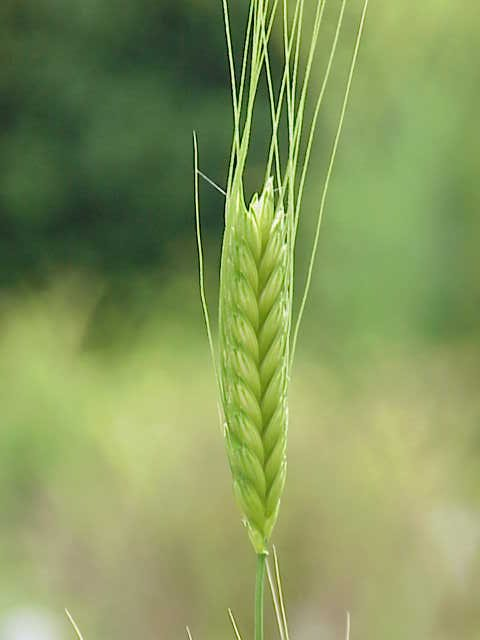
Alakor (egyszemű búza)
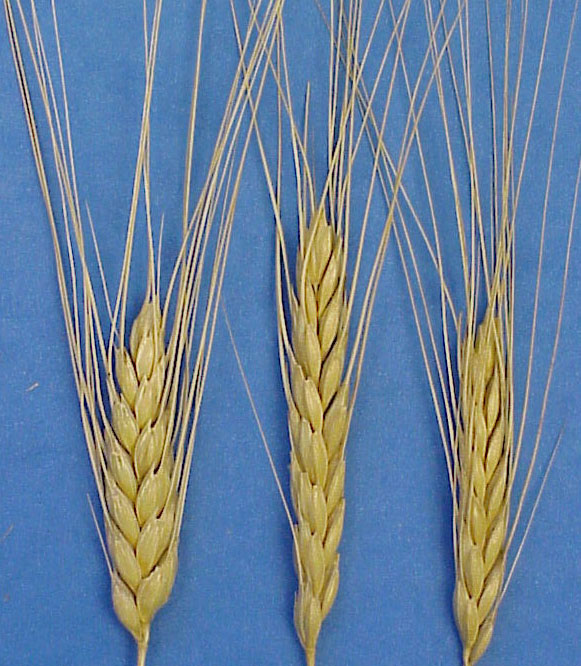
Tönke búza
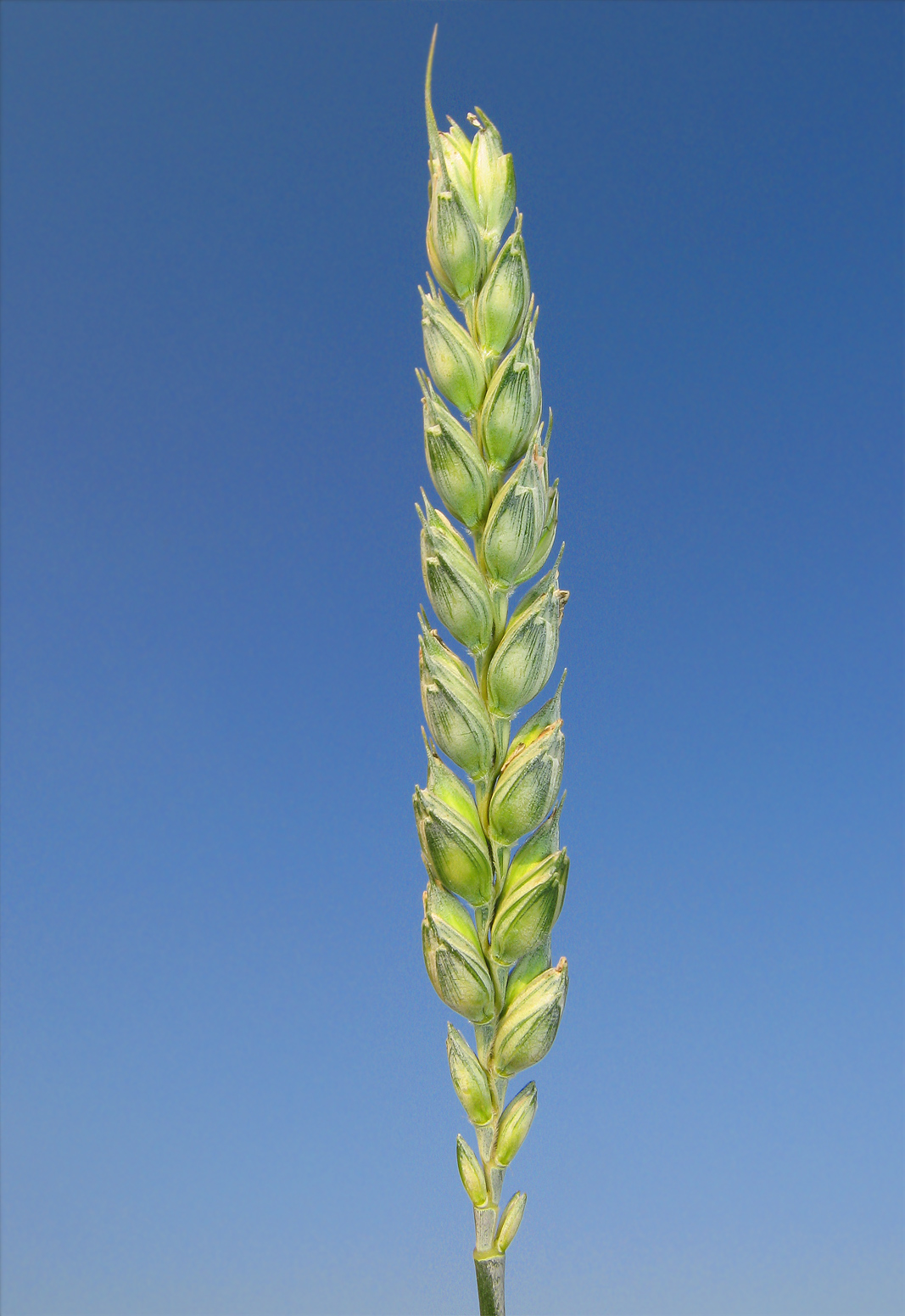
Közönséges búza
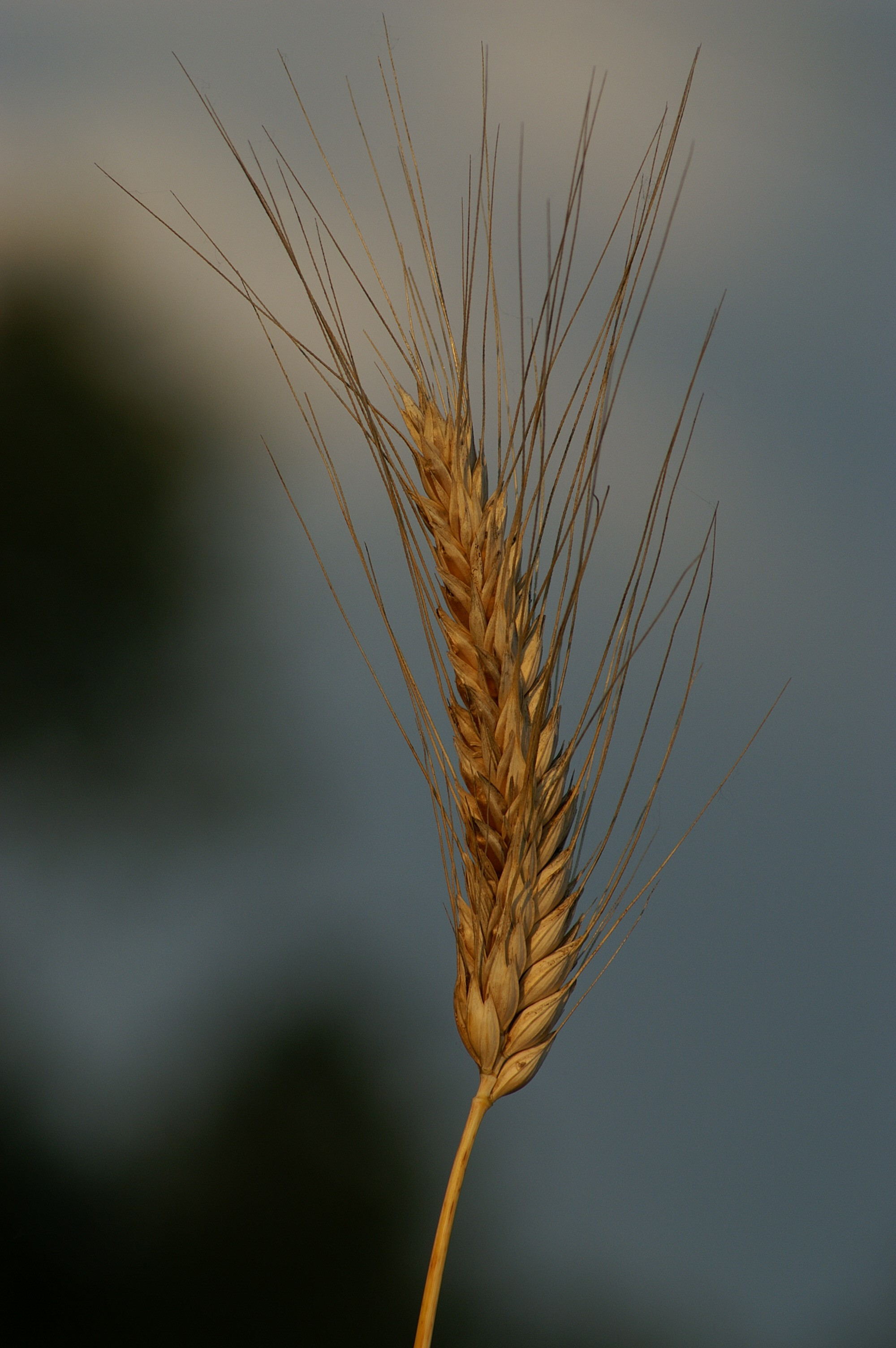
Lengyel búza
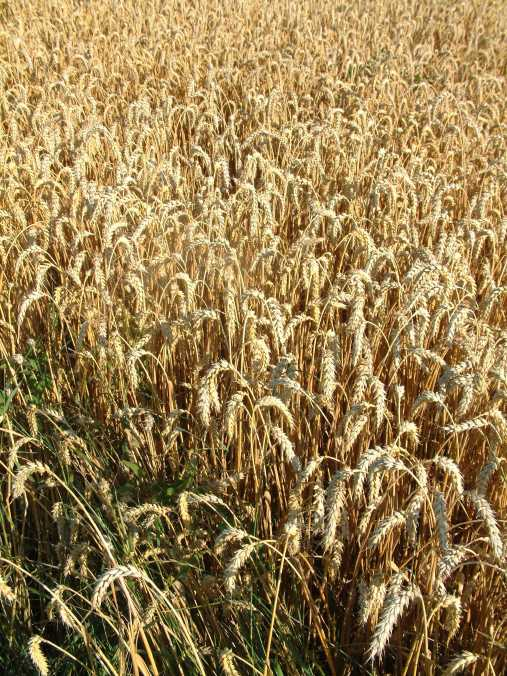
Közönséges búzamező
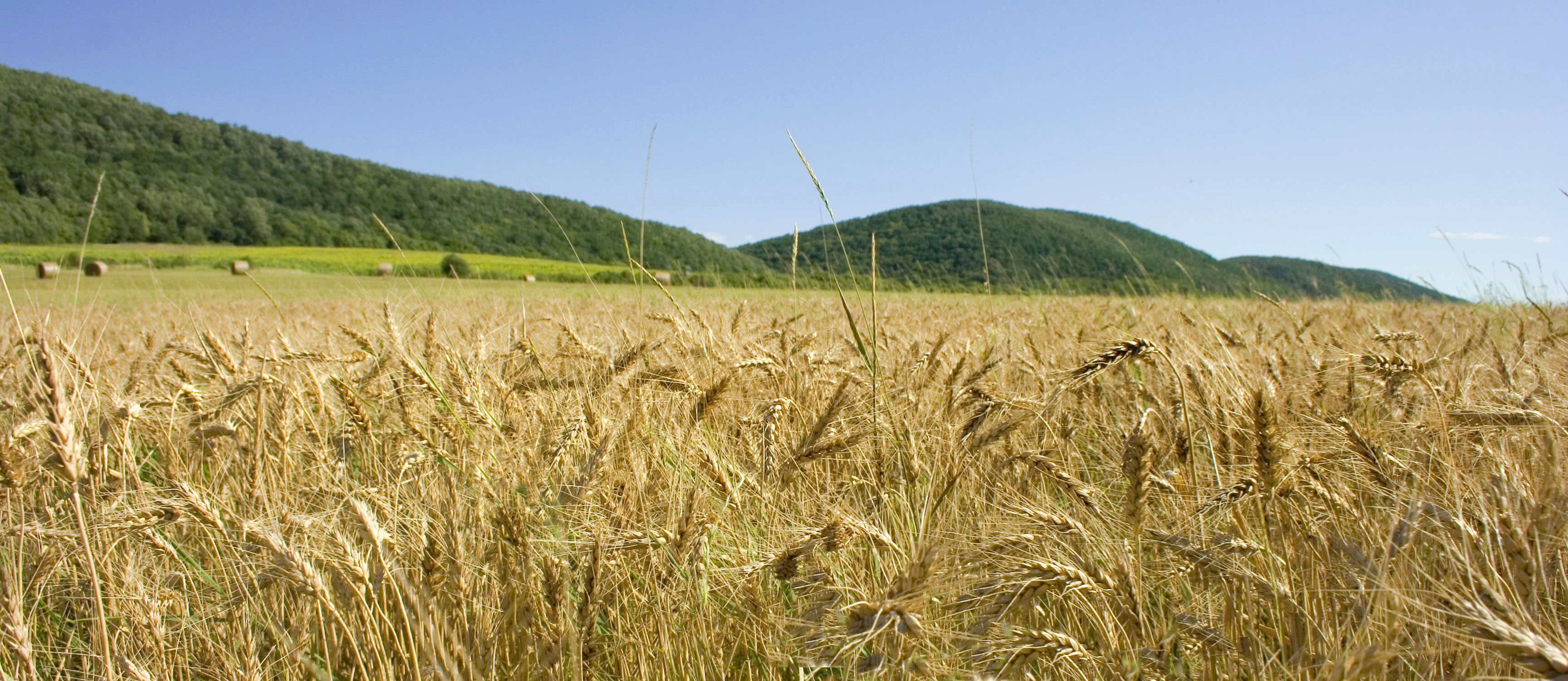
Búzatábla Felsőtold közelében, háttérben a Cserhát vonulatai
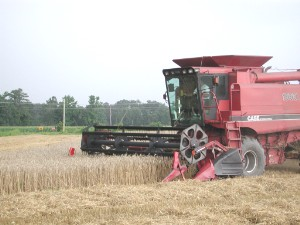
aratás kombájnnal
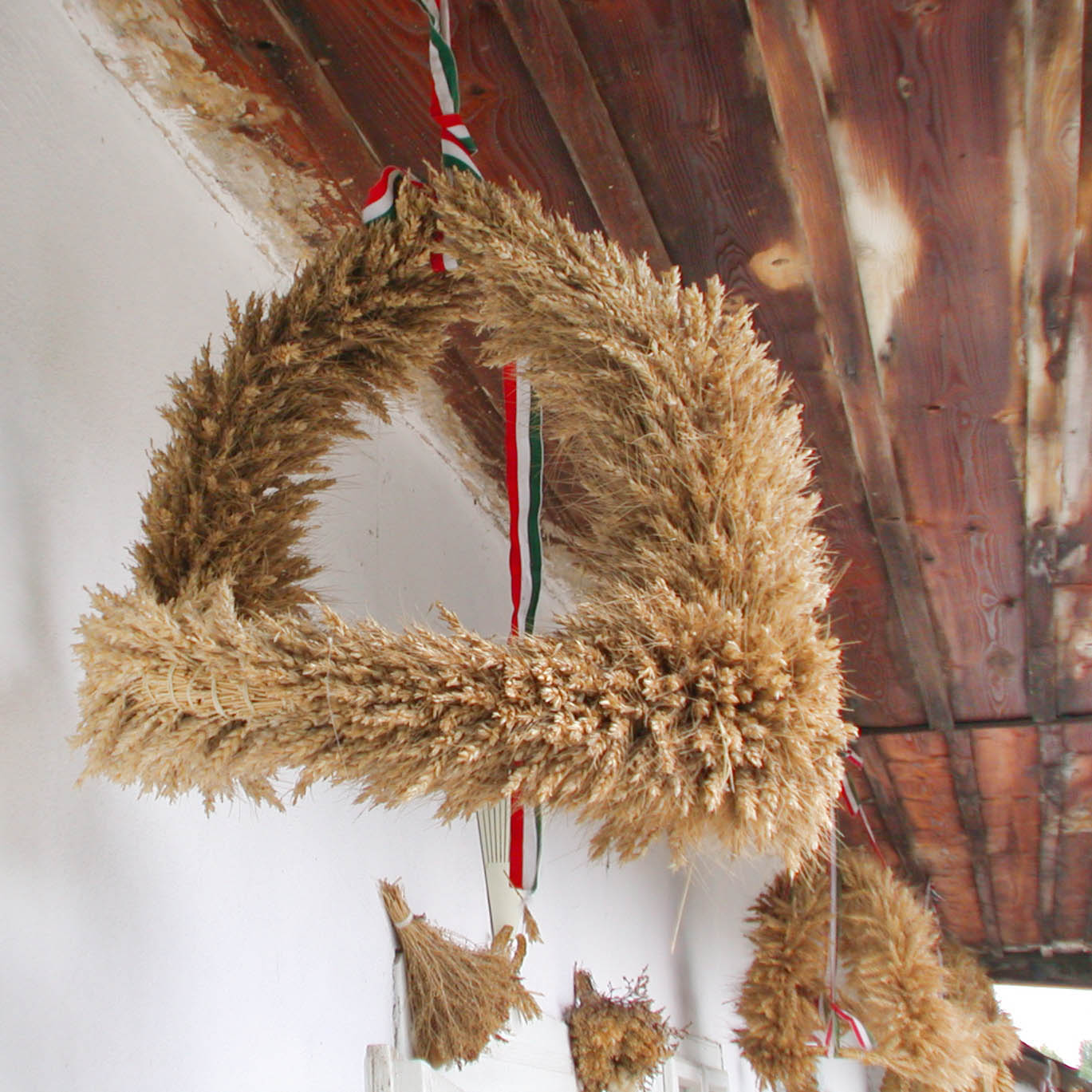
Friss búzából font hagyományos palóc aratási koszorú, amelyet az eresz alá tesznek
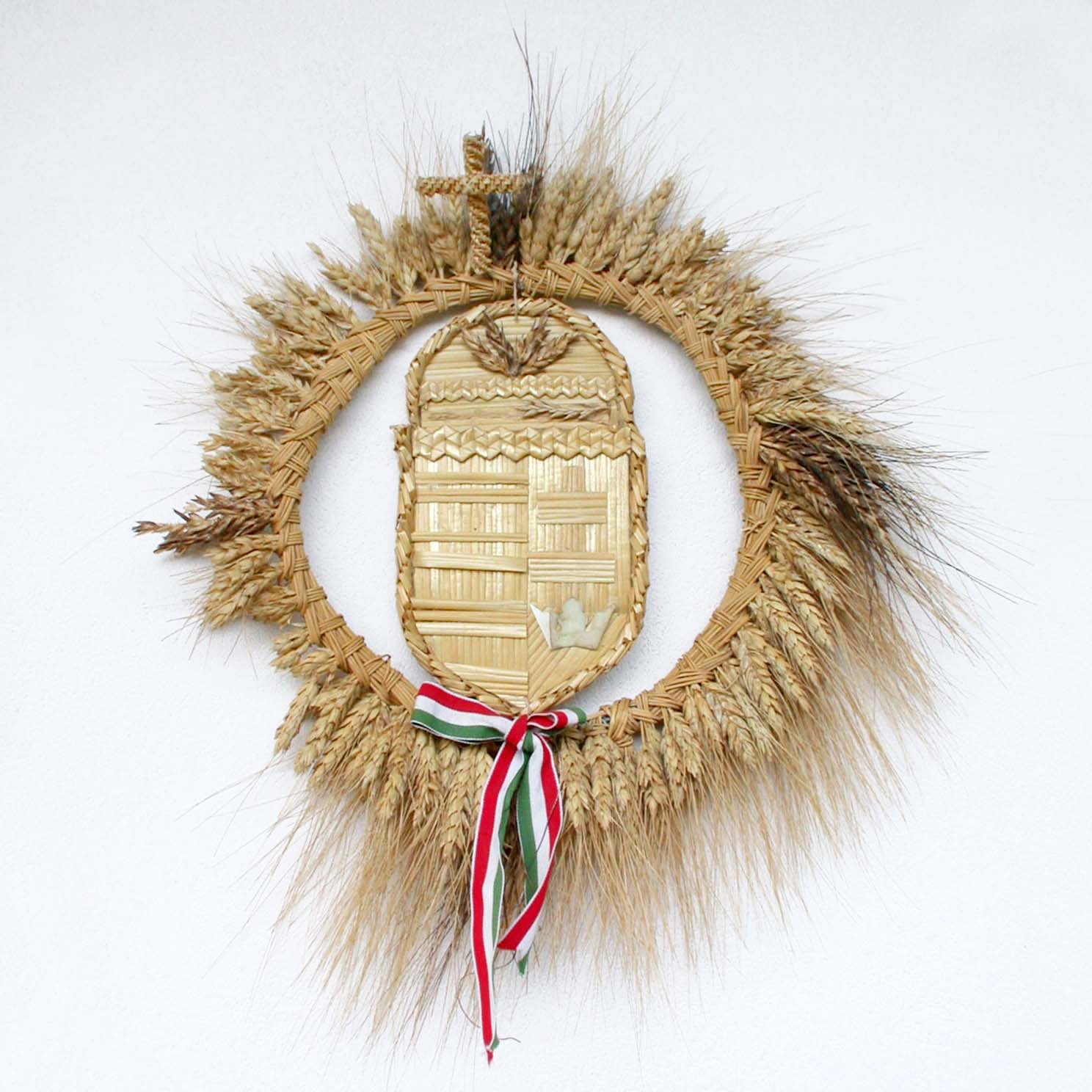
Búzából font magyar címert formázó aratási koszorú
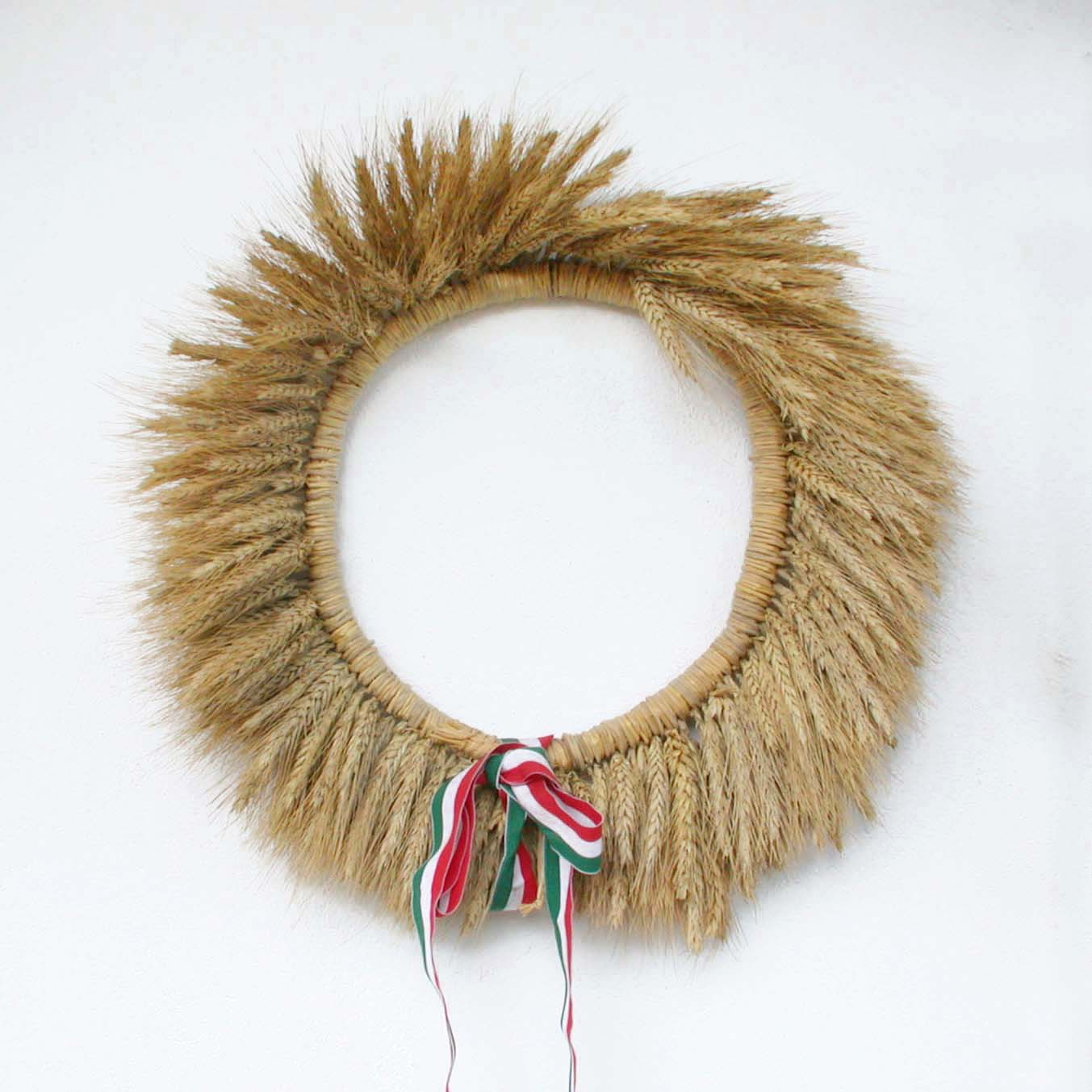
A magyar népi hagyományok jellegzetes aratási koszorúja
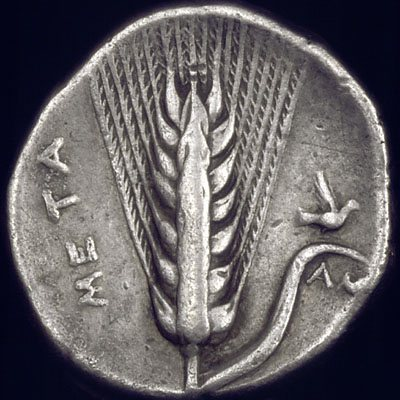
Ábrázolása ie. 340-330-ból Metapontum görög város pénzérméjén